# Coupe de la Ligue sénégalaise de football 2010
Navigation
Édition précédente Édition suivante
La Coupe de la ligue sénégalaise de football 2010 est la 2e édition de la Coupe de la Ligue sénégalaise de football, organisée par la ligue sénégalaise de football professionnel.

## Premier Tour
| Club (division)                             | Score | Club (division)             |       |
| ------------------------------------------- | ----- | --------------------------- | ----- |
| Etics (Ligue 2)                             | 0-0   | Thiès FC (Ligue 2)          | 5-4   |
| Diambars (Ligue 2)                          | 1-2   | ASC HLM (Ligue 1)           |       |
| ASC Dahra (Ligue 2)                         | 1-0   | NGB (Ligue 1)               |       |
| ASFA (Ligue 2)                              | 0-2   | ASC Renaissance (Ligue 2)   |       |
| AS Douanes (Ligue 1)                        | 0-0   | Olympique Ngor (Ligue 2)    | 5-6** |
| ASC Jeanne d'Arc (Ligue 1)                  | 0-0   | ASC Port Autonome (Ligue 1) | 3-4** |
| AS Pikine (Ligue 1)                         | 1-0*  | US Ouakam (Ligue 1)         |       |
| ASC Suneor (Ligue 2)                        | 0-1   | Diokoul FC (Ligue 2)        |       |
| ASC Saloum (Ligue 1)                        | 3-0   | US Gorée (Ligue 1)          |       |
| ASC Yakaar (Ligue 1)                        | 1-0   | Étoile Lusitana (Ligue 2)   |       |
| ASEC Ndiambour (Ligue 1)                    | 0-0   | ASC Linguère (Ligue 1)      | 2-4** |
| Kaffrine FA (Ligue 2)                       | 0-1   | CSS (Ligue 1)               |       |
| ASC Touré Kunda (Ligue 2)                   | 1-1   | RS Yoff (Ligue 1)           | 0-2** |
| Guédiawaye FC (Ligue 1)                     | 0-0   | Casa Sports (Ligue 1)       | 3-4** |
| Yeggo foot pro (Ligue 2)                    | 0-0   | Stade de Mbour (Ligue 1)    | 3-1** |
| Dakar UC (Ligue 1)                          | 0-1   | ASC Diaraf (Ligue 1)        |       |
| * - après prolongation ** - aux tirs au but |       |                             |       |

## Huitièmes de finale
| Club (division)                             | Score | Club (division)             |       |
| ------------------------------------------- | ----- | --------------------------- | ----- |
| ASC Linguère (Ligue 1)                      | 1-0   | Olympique Ngor (Ligue 2)    |       |
| Yeggo foot pro (Ligue 2)                    | 0-0   | ASC Port Autonome (Ligue 1) | 3-4** |
| CSS (Ligue 1)                               | 0-0   | ASC HLM (Ligue 1)           | 4-1** |
| ASC Yakaar (Ligue 1)                        | 1-1   | Diokoul FC (Ligue 2)        | 3-1** |
| ASC Diaraf (Ligue 1)                        | 3-0   | RS Yoff (Ligue 1)           |       |
| AS Pikine (Ligue 1)                         | 2-1   | ASC Saloum (Ligue 1)        |       |
| Casa Sports (Ligue 1)                       | 4-0   | ASC Renaissance (Ligue 2)   |       |
| ASC Dahra (Ligue 2)                         | '-    | Etics (Ligue 2)             |       |
| * - après prolongation ** - aux tirs au but |       |                             |       |

## Quarts de finale
| Club (division)             | Score | Club (division)        |
| --------------------------- | ----- | ---------------------- |
| CSS (Ligue 1)               | 0-2   | ASC Diaraf (Ligue 1)   |
| ASC Port Autonome (Ligue 1) | 2-0   | ASC Yakaar (Ligue 1)   |
| Casa Sports (Ligue 1)       | 1-0   | ASC Linguère (Ligue 1) |
| AS Pikine (Ligue 1)         | 2-0   | ASC Dahra (Ligue 2)    |

## Demi-finales
| Club (division)                             | Score | Club (division)             |  |
| ------------------------------------------- | ----- | --------------------------- |  |
| ASC Diaraf (Ligue 1)                        | 2-0   | ASC Port Autonome (Ligue 1) |  |
| Casa Sports (Ligue 1)                       | 2-1   | AS Pikine (Ligue 1)         |  |
| * - après prolongation ** - aux tirs au but |       |                             |  |

## Finale
| Club (division)        | Score | Club (division)       |   |
| ---------------------- | ----- | --------------------- | - |
| ASC Diaraf (Ligue 1)   | 1-2   | Casa Sports (Ligue 1) | * |
| * - après prolongation |       |                       |   |

## Résultat
| Vainqueur coupe de la ligue 2010 Casa Sports 1er titre |